# Littlest Pet Shop
Littlest Pet Shop è la seconda serie animata basata sull'omonimo franchising di giocattoli prodotto dalla Hasbro (precedentemente noto in Italia come Cucciolandia, come la serie televisiva omonima del 1995). La serie è co-prodotta dall'americana Hasbro Studios (sussidiaria dell'omonima ditta produttrice di giocattoli) e dalla canadese DHX Media di Vancouver (già co-produttrice di altre serie legate ai marchi Hasbro Pound Puppies e My Little Pony - L'amicizia è magica) e trasmessa in Italia sul canale Frisbee dal 2013.

## Trama
La serie parla della vita di Blythe, una ragazza di 14 anni costretta a trasferirsi dalla città natale di periferia a Downtown City (New York City) perché suo padre, pilota di aerei, ha avuto una promozione. Il loro appartamento si trova sopra un negozio di cuccioli, il Littlest Pet Shop. Questo negozio serve per le persone che possiedono degli animali domestici, per comprare loro del cibo e per lasciarli nel negozio quando loro non possono controllarli. Blythe verrà assunta dalla signora Twombly per badare agli animali e poco dopo, inizierà a disegnare dei vestiti per i cuccioli.
Arrivata nell'appartamento nuovo, scopre che c'è un montavivande che collega la sua camera da letto al Littlest Pet Shop, per la curiosità ci entra dentro, ma cade e grazie al colpo si accorge che riesce a capire ed a parlare con gli animali. Questa caratteristica aiuterà la ragazza ad affrontare i problemi insieme ai suoi cuccioli.

## Personaggi

### Principali
- Blythe Baxter: è la protagonista della serie. Ha 14 anni, gli occhi azzurri e i capelli castani e nel primo episodio della prima stagione sbatte la testa cadendo dal montavivande e grazie a questo incidente riuscirà a comprendere ciò che dicono gli animali. Adora la moda, è abile nel disegnare abiti e vorrebbe diventare una stilista: riesce a salvare il Littlest Pet Shop dalla chiusura realizzando abiti per i cuccioli del negozio. I suoi migliori amici sono Sue, YoungMee e Jasper, mentre le sue principali rivali sono le gemelle Biskit, Whittany e Brittany. Nel corso della serie si prende una cotta per Josh. In un episodio afferma di non indossare mai abiti a righe di venerdì. È doppiata in originale da Ashleigh Ball, mentre in italiano da Martina Felli[1] (dialoghi) e da Greta Bortolotti (canto).
- Zoe Trent: è una Cavalier King Charles Spaniel dal pelo viola e fucsia e indossa sempre un basco nero dal quale non si separa mai. È una cagnolina molto affascinante e, per questo, molto vanitosa. Possiede, anche, una voce molto melodiosa e non perde mai occasione per sfoggiarla. Inoltre, adora indossare gli abiti disegnati da Blythe ed è una bravissima modella. Il suo sogno è riuscire a diventare una superstar ed essere amata da tutti. È doppiata in originale da Nicole Oliver (voce) e da Kylee Epp (canto), mentre in italiano da Alessandra Karpoff (voce), Laura Panzeri (canto, s.1) e Silvia Pinto (canto, s.1-2)[1].
- Russell Ferguson: è un riccio dal pelo arancione, molto serio e con i piedi per terra. Odia quando lo si scambia per un porcospino. Ama l'ordine e per questo viene spesso preso in giro dagli altri, che gli affibbiano nomignoli come "seriasell", ma è anche molto simpatico e socievole. Ha paura dei fantasmi e dei marshmallows. È l'unico del team a non avere un sogno, anche se la sua figura seria e ordinata fa di lui un perfetto manager. È doppiato in originale da Samuel Vincent, mentre in italiano è doppiato da Davide Garbolino (voce) e da Fabio Ingrosso (canto)[1].
- Penny Ling: è un panda dal pelo bianco e viola, socievole e gentile con tutti anche se poco sveglia. È anche molto sensibile e spesso tendente a scoppiare a piangere. Tuttavia quando si arrabbia o ci sono di mezzo i suoi amici diventa una furia impossibile da controllare. Il suo talento è la danza con il nastro. È doppiata in originale da Jocelyn Loewen (voce) Laura Hastings (canto), mentre in italiano da Loretta Di Pisa (voce)[1] e da Martina De Gasperi (canto)[senza fonte].
- Mirka Mark (in originale Minka Mark): è una scimmia ragno rosa, irrequieta ed energica che ama le cose luccicanti. Adora dipingere e il suo sogno è diventare un'artista famosa per la sua pittura (anche se in un episodio dice di voler diventare un'astronauta, come il suo bis-bis nonno), ma pur essendo una pittrice astratta molto talentuosa, se le viene chiesto di dipingere davanti a tanta gente va in panico e si blocca. È molto giocosa, non riesce a stare ferma neanche un secondo ed è sempre pronta a farsi nuovi amici. È doppiata in originale da Kira Tozer, mentre in italiano da Emanuela Pacotto[1].
- Pepper Clark: è una moffetta grigia e bianca. Ha un carattere gioviale e un po' maschiaccio ed è una formidabile comica, molto brava a raccontare barzellette, sebbene a volte si lasci andare un po' troppo rischiando di ferire i sentimenti dei suoi amici. senza rendersene conto. Essendo una puzzola emana diversi odori, che cambiano a seconda delle sue emozioni (quando è triste, amareggiata o nervosa emana il classico cattivo odore delle puzzole, mentre quando è felice o eccitata emana vari tipi di profumo). A volte le capita di litigare con Zoe, generalmente per via dei loro caratteri diversi, ma il loro legame, molto stretto, ne esce sempre rafforzato. È doppiata in originale da Tabitha St. Germain, mentre in italiano da Beatrice Caggiula[1].
- Sunil Nevla: è una mangusta striata azzurra. Timido e impacciato, è quasi privo di coraggio. Afferma più volte di essere un grande mago anche se le sue magie spesso finiscono in un'esplosione o in un nulla di affatto, ma sembra avere capacità sensitive. Nell'episodio Nemiche amiche  si scopre che i suoi genitori volevano che diventasse un chirurgo. Benché Sunil si dimostri incredibilmente pavido nella maggior parte delle situazioni, cambia queste caratteristiche quando entrano in gioco i cobra che, essendo una mangusta, odia istintivamente. È il migliore amico di Vinnie e dimostra di essere piuttosto affettuoso: infatti, quando mette da parte le divergenze che a volte sorgono con gli amici alla fine li abbraccia sempre. Nella seconda serie si prende una cotta per la gatta Dilaila. È doppiato in originale da Peter New, mentre in italiano da Claudio Moneta[1].
- Vinnie Terrio: è un geco verde. Il suo talento è la danza anche se non è molto coordinato e inciampa spesso sulla sua coda o su altri oggetti. Quando è spaventato perde la coda come tutte le lucertole. È molto simpatico e goffo, ma sempre pronto a dare una mano a chi ne ha bisogno. È un appassionato di film dell'orrore, anche se questi ultimi lo terrorizzano. È il migliore amico di Sunil, le sue caratteristiche principali sono un po' di lentiggini sopra il muso ed il taglio di capelli alla Elvis Presley. È doppiato in originale da Kyle Rideout, mentre in italiano da Paolo De Santis[1].
- ButterCream Sundae: è una coniglietta gialla con una macchia marrone attorno ad un occhio, animaletto domestico della zia di YoungMee. Vivendo in una pasticceria e ingozzandosi spesso di dolci è sempre iper attiva e parla molto velocemente. Ogni tanto ha una scarica di zuccheri che la porta a sbattere la zampetta prima di dire "iiiiiiin ogni caso", spesso dimenticandosi cosa stava facendo o dicendo prima. Pur non essendo effettivamente membro del team del Littlest Pet Shop la si vede spesso giocare con Blythe e con gli altri cuccioli. È doppiata in originale da Cathy Weseluck, mentre in italiano da Benedetta Ponticelli[1].

### Secondari
- Roger Baxter: È il padre di Blythe, il marito di Lauren, il fratello minore di Mo e lo zio materno di Bobby. Di professione fa il pilota di aerei e questo lo porta a stare molto spesso fuori; anche se ha un cuore d'oro è spesso maldestro e imbranato e appunto per questo imbarazza sua figlia. È doppiato in originale da Michael Kopsa, mentre in italiano è doppiato da Gabriele Calindri.
- Signora Anna Twombly: È l'anziana proprietaria del Littles Pet Shop. Sempre allegra e gentile, ama il suo negozio e i cuccioli che ospita ed ha molta simpatia per Blythe. Ha un'ossessione maniacale per il pulito ed ha una collezione di maniglie delle porte a cui tiene molto. In un episodio si scopre che, quando era più giovane, è stata anche inventrice e poi campionessa del kung fu "Ago&Filo" (uno speciale stile di combattimento che unisce le arti marziali al cucito). Nonostante non sia una persona competitiva non ha molta simpatia per Fisher Biskit, suo acerrimo concorrente, né per le sue figlie. È doppiata in originale da Kathleen Barr, mentre in italiano è doppiata da Caterina Rochira.
- Fisher Biskit: è il padre delle gemelle Biskit. È un uomo molto ricco, pacato, molto brusco e serio (soprattutto con le figlie) proprietario del Più Grande Negozio Per Animali Di Sempre, che fa concorrenza al Littlest Pet Shop (anche se pare si occupi anche di altri settori). Nonostante appaia come un uomo insensibile legato solo agli affari, è molto affezionato alle figlie, che spesso incoraggia e cerca di responsabilizzare. Più volte elabora piani volti a far chiudere il Littlest Pet Shop, ma ogni suo tentativo si conclude sempre malamente. È doppiato in originale da Samuel Vincent, mentre in italiano è doppiato da Federico Danti (dialoghi) e da Luca Sandri (canto).
- Whittany e Brittany Biskit: sono le gemelle di Fisher Biskit. Hanno 14 anni, vestono allo stesso modo e l'unico modo per distinguerle è il colore dei capelli (Whittany li ha neri, Brittany invece bianchi). Odiano profondamente Blythe, poiché quest'ultima rifiuta la loro amicizia all'inizio della serie. Whittany sembra essere la più intelligente delle due ed entrambe provano disgusto verso gli animali ma amano lo shopping anche se indossano sempre gli stessi indumenti. Riescono a risolvere equazioni matematiche in poco tempo utilizzando un linguaggio in codice. Nella terza serie adotteranno due cincillà gemelle di nome Cashmere e Velvet, che alla fine di un episodio diventeranno i loro animaletti domestici. Quando parlano insieme utilizzano molto spesso "cioè". In tutti gli episodi vengono spesso sconfitte da Blythe e dai suoi amici. Sono entrambe doppiate in originale da Shannon Chan-Kent, mentre in italiano da Jolanda Granato (Whitney) e Jenny De Cesarei (Britney), nei dialoghi e nel canto (s.2), da Marisa Della Pasqua (canto, s.1) e da Silvia Pinto (canto, s.3).
- Young Mee Song: è una ragazzina coreana quattordicenne ed è la migliore amica di Blythe. È la nipote della proprietaria del negozio delle Dolci Delizie. Nella quarta serie adotta Noce Moscata, una cagnolina Cocker Spaniel. È molto affezionata a Butter Cream. Nella terza stagione prova a cucinare dolcetti per cuccioli: inizialmente le vengono sempre orrendi, ma con l'aiuto di Blythe i risultati migliorano. È la prima persona ad essere a conoscenza della capacità di Blythe di parlare con i cuccioli. È doppiata in originale da Shannon Chan-Kent, mentre in italiano da Deborah Morese.
- Sue Patterson: è un'amica di Blythe. Ha 14 anni, ha i capelli corti arancioni e gli occhi azzurri. È molto portata per gli sport e infatti sogna di diventare un'atleta. In un episodio voleva diventare uguale a Blythe ma poi capisce di essere speciale pur essendo se stessa, infatti, a differenza sua, Blythe non è affatto portata negli sport. È doppiata in originale da Kira Tozer, mentre in italiano da Gea Riva.
- Jasper Jones: è un ragazzo di colore quattordicenne amante dei videogiochi. Malgrado sia l'unico membro maschile della comitiva di Blythe, ha tante cose in comune con lei, Sue e Youngmee, in particolare l'antipatia per le gemelle Biskit. È doppiato in originale da Kathleen Barr, mentre in italiano da Massimo Di Benedetto.
- Josh Sharp: è un ragazzo sedicenne dai capelli castani e occhi verdi di cui  Blythe si innamora a prima vista che adora andare sullo skateboard e leggere. Inoltre suona la chitarra in un gruppo rock. Ha una cicatrice sulla faccia che si è procurato andando sullo skateboard. È doppiato in originale da Samuel Vincent, mentre in italiano da Andrea Oldani.
- Lauren "Betty" Baxter (nata Smith): moglie di Roger, mamma di Blythe, cognata di Mo, e zia materna di Bobby. Di lei si sa poco o nulla (viene sempre e solo nominata), ma nella quarta stagione si scopre che, come la figlia, anche lei era in grado di parlare con gli animali.
- Lorraine Biskit: è la madre di Fisher, la suocera di Eliza, e la nonna paterna di Whittany e Brittany. Come la nuora, è molto premurosa e gentile.
- Elizabeth "Eliza" Biskit: Moglie di Fisher, nuora di Lorraine, e la madre di Whittany e Brittany, a differenza del marito e delle figlie, è molto premurosa e gentile. Anche la signora Biskit ha un cucciolo, una raffinatissima Pechinese di nome Poppy Posley. È doppiata da Paola Della Pasqua.
- Francois LeGrande: il maggiordomo delle gemelle Biskit. A differenza di loro, è piuttosto calmo e gentile nei confronti di Blythe ed è piuttosto taciturno in quanto non parli spesso. Nonostante i continui ordini delle gemelle, è sempre fedele nei loro confronti. È doppiato da Mario Scarabelli.
- Zia Christie: la zia di YoungMee Song, padrona di ButterCream Sundae e proprietaria del negozio Dolci Delizie. È di origini coreane e passa gran parte del suo tempo al telefono a causa del suo lavoro. È doppiata da Simona Biasetti.
- Madyson: è una ragazzina quattordicenne molto distratta e svampita con l'apparecchio per i denti. Compare per la prima volta nell'ultimo episodio della prima stagione per sostituire Blythe durante il suo periodo di vacanza alla Grande Università della Moda, in seguito apparirà anche in altri episodi. È doppiata da Patrizia Mottola.
- Sugar Sprinkles: è una gattina arancione che vive nel furgone delle "Dolci Delizie". Ha la caratteristica di avere degli zuccherini sulla testa e sulla coda che, nella quarta stagione, si scopre influenzano il suo umore: quando li perde, infatti, diventa scontrosa e aggressiva. Possiede una chitarra che usa per comporre canzoni dagli effetti magici. È doppiata da Tiziana Martello.
- Mo Baxter: è la sorella maggiore di Roger, la cognata di Lauren, la zia paterna di Blythe, e la madre di Bobby. È molto competitiva e la sua rivalità con Roger è spesso causa di guai.
- Delilah: una gatta grigia-viola con i capelli biondi che compare per la prima volta nel doppio episodio finale della seconda stagione (Il fattore fiera - Parte 1 e 2). Sunil s'innamorerà di lei, ma si ricrederà dopo aver visto il suo vero carattere nell'episodio della quarta stagione Saranno gattose.
- Ramon: un disegnatore di abiti molto scorretto ed irascibile che compare in due episodi della seconda stagione ("La grande sfilata di piume" e "La sfilata di Rio de Janeiro"). Nel primo episodio copia le opere di Blythe dal suo album di disegni per poter vincere alla grande sfilata di piume, invece nel secondo farà di nuovo la stessa cosa per poter arrivare primo alla grande sfilata di Rio de Janeiro. In entrambi i casi fallirà. È doppiato da Daniele Demma.
- Shivers: uno scoiattolino piuttosto invadente e dispettoso che compare negli episodi "Uno scoiattolo invadente" e "Il trono di spiedi". Ha il vizio di raccogliere le cose degli esseri umani per poter farne la sua collezione. Alla fine perderà questo suo difetto e restituirà tutte le cose ai legittimi proprietari. È doppiato da Giorgio Melazzi.
- Parker: un piccolo pinguino molto dolce e tenero con un berretto rosso sulla testa, compare soltanto nella puntata "Nuovi freddi arrivi" come ospite del Littlest Pet Shop. Ha molta nostalgia del Polo Sud e i cuccioli cercheranno in ogni modo di tirargli su il morale ma alla fine capirà che la propria casa è dove è il cuore.
- Ivan: un grosso orso da circo con l'accento russo. Cerca rifugio nel Littlest Pet Shop per salvarsi da un essere umano che egli crede sia un cacciatore che vuole ucciderlo, ma alla fine scoprirà che non è così.
- Dolores: una femmina di lori lento dal colore marroncino molto permalosa e suscettibile che non sopporta che si rida alle sue spalle. Quando i cuccioli rideranno di lei, Dolores lancerà un incantesimo su di loro trasformandoli in cuccioli molto piccoli (alla fine dell'episodio si scoprirà che era tutto un sogno). È doppiata da Marisa Della Pasqua.

## Episodi

### Prima stagione
1. La grande avventura di Blythe (Parte 1)
2. La grande avventura di Blythe (Parte 2)
3. L'arte di Mirka
4. Un piano quasi perfetto
5. Non prendermi in giro
6. L'appuntamento di papà
7. La nuova vita di Russell
8. L'incontro di Blythe
9. Un ascensore pericoloso
10. Spruzza e pulisci
11. Non è tutto come sembra
12. Muovi le gambe
13. Luci, Camera, Mangusta!
14. Russell va a scuola
15. La febbre dei dolci
16. Guida pericolosa
17. Un giorno con papà
18. Cosa c'è nell'impasto?
19. Che cosa avete detto?
20. Una torta storica
21. Talenti e trofei
22. Buona fortuna
23. Ululato nella notte
24. Nemiche amiche
25. Uno scoiattolo invadente
26. Blythe e l'università della moda

### Seconda stagione
1. Casa dolce casa
2. La moda dei capelli-nido
3. Ci vogliono otto braccia
4. Nel cuore del parco
5. Lettura della zampa
6. Cacciatori di tesori
7. Fenomeni della rete!
8. La grande sfilata di piume
9. Un giorno al museo
10. Alligatori e borsette
11. Una pubblicità di successo
12. Molto interessante
13. Super Sunil
14. La dolce Pepper
15. Il nuovo lavoro di papà
16. Sfida all'ultimo voto
17. Il piccolo Bigfoot
18. Il finto malato
19. Il Riccio nella bolla di plastica
20. Il viaggio su Marte
21. La Grande Idea di Blythe
22. A Parigi con Zoe
23. Avventure a Shanghai
24. La sfilata di Rio de Janeiro
25. Il fattore fiera (Parte 1)
26. Il fattore fiera (Parte 2)

### Terza stagione
1. Strani avvenimenti
2. L'amore è nell'aria
3. Cercasi aiuto
4. Nuovi freddi arrivi
5. Il dormiglione
6. Tempesta di neve
7. Criceto Hood!
8. Ostacoli linguistici
9. Nella natura selvaggia
10. Due cuccioli per due pesti
11. La ricetta segreta
12. Liti di famiglia
13. Pesci fuor d'acqua
14. Ospiti indesiderati
15. I mini-cuccioli
16. Il ladro di idee
17. Gatti curiosi
18. Amicizie difficili
19. Versi degli animali
20. Benvenuta, zia Mo
21. Una notte al Pawza
22. Altezzoso come un... pavone?
23. La sindrome di Sue
24. Nel vortice
25. Il festival dei cuccioli (Parte 1)
26. Il festival dei cuccioli (Parte 2)

### Quarta stagione
1. L'erede e la tartaruga
2. Saranno gattose
3. Ivan, il terribile
4. Un papà complicato
5. Gara di storie dell'orrore al Littlest Pet Shop
6. Il trono di spiedi
7. Il super littlest animal store
8. Blythe la spendacciona
9. Quando c'è di mezzo l'amore...
10. Gonfia quei muscoli, panda
11. Amici sarti
12. Sensi di colpa
13. Il cagnolino rapito
14. La tazza fumante
15. Un trasferimento Inaspettato
16. Bello come una statua
17. La cagnolina Biskit
18. È un mondo felice, felice, felice, felice
19. La corsa dei conigli
20. Maschi contro femmine
21. Un'artista in crisi
22. Sfida all'ultimo dolce
23. Alci e usignoli
24. Un panda molto tosto
25. Littlest Pet Street (Parte 1)
26. Littlest Pet Street (Parte 2)

## Distribuzione
La prima stagione, inizialmente trasmessa su The Hub il 10 novembre 2012, è stata mandata in onda su Frisbee il 17 giugno 2013 in Italia: è composta da 26 episodi da 22 minuti ciascuno e la sigla italiana è cantata da Maria Silvia Roli.
La seconda stagione è stata invece trasmessa su Hub Network a novembre 2013 e in Italia è arrivata sempre su Frisbee il 3 febbraio 2014 con i primi 13 episodi e dal 28 aprile dello stesso anno con i rimanenti 13 episodi.
La terza stagione è stata trasmessa negli USA a partire dal 31 maggio 2014, sempre su Hub Network: dopo la messa in onda dei primi 13 episodi, però, il canale è passato sotto l'egida di Discovery Chanel e ha assunto la denominazione di "Discovery Family". Tra dicembre 2014 e marzo 2015, Discovery Family ha trasmesso i restanti 13 episodi. In Italia la serie è stata confermata su Frisbee, con trasmissione a partire dal 2 febbraio 2015 con i primi 13 episodi e dal 4 maggio dello stesso anno con i rimanenti 13 episodi.
La quarta stagione (al momento è anche l'ultima) è stata trasmessa a partire dal 7 novembre 2015, sempre su Discovery Family, per concludersi il 5 giugno 2016. Poco dopo l'inizio della messa in onda della serie, il network ne ha repentinamente comunicato la cancellazione, ufficialmente per i bassi numeri di vendita dei giocattoli. Non si può, tuttavia, ignorare il fatto che lo show, al pari di altri del Gruppo Hasbro (tra cui My Little Pony - L'amicizia è magica), ha sofferto molto il passaggio da The Hub a Discovery Family, evidenziando già da alla fine della terza stagione una sorprendente emorragia di ascolti. In Italia la quarta stagione è stata trasmessa a partire 9 maggio 2016 su Frisbee in una prima tranche di 12 episodi: sono andati in onda gli episodi dall'1 al 14, mentre sono stati saltati gli episodi 5 ("Littlest Pet Shop of Horrors") e 9 ("Un-vetted"): si è visto, più tardi, che l'episodio 5, a tema Halloween, era stato tenuto in "standby" per essere trasmesso proprio il 31 ottobre 2016. La prima messa in onda dell'episodio 9, invece, è avvenuta oltre un anno dopo, il 4 luglio 2017, in prima serata: da quel momento l'episodio è stato inserito al proprio posto nella regolare programmazione. I restanti episodi della quarta stagione sono stati trasmessi, sempre su Frisbee, a partire dal 4 luglio 2016.